# Kanton La Vallée de l'Orbiel
Kanton La Vallée de l'Orbiel (oude naam: Villemoustaussou) is een kanton van het Franse departement Aude. Het kanton maakt deel uit van het arrondissement Carcassonne. In 2021 telde het 17.114 inwoners.

Het kanton werd gevormd ingevolge het decreet van 21 februari 2014 , met uitwerking op 22 maart 2015, met Villemoustaussou als hoofdplaats. Op 1 januari 2016 werd de naam van het kanton gewijzigd van Villemoustaussou naar La Vallée de l'Orbiel.

## Gemeenten
Het kanton omvat volgende 22 gemeenten:
- Aragon
- Caudebronde
- Conques-sur-Orbiel
- Fournes-Cabardès
- Les Ilhes
- Labastide-Esparbairenque
- Lastours
- Malves-en-Minervois
- Les Martys
- Mas-Cabardès
- Miraval-Cabardes
- Pennautier
- Pradelles-Cabardès
- Roquefère
- Salsigne
- La Tourette-Cabardès
- Ventenac-Cabardès
- Villalier
- Villanière
- Villardonnel
- Villegailhenc
- Villemoustaussou